# Clochard

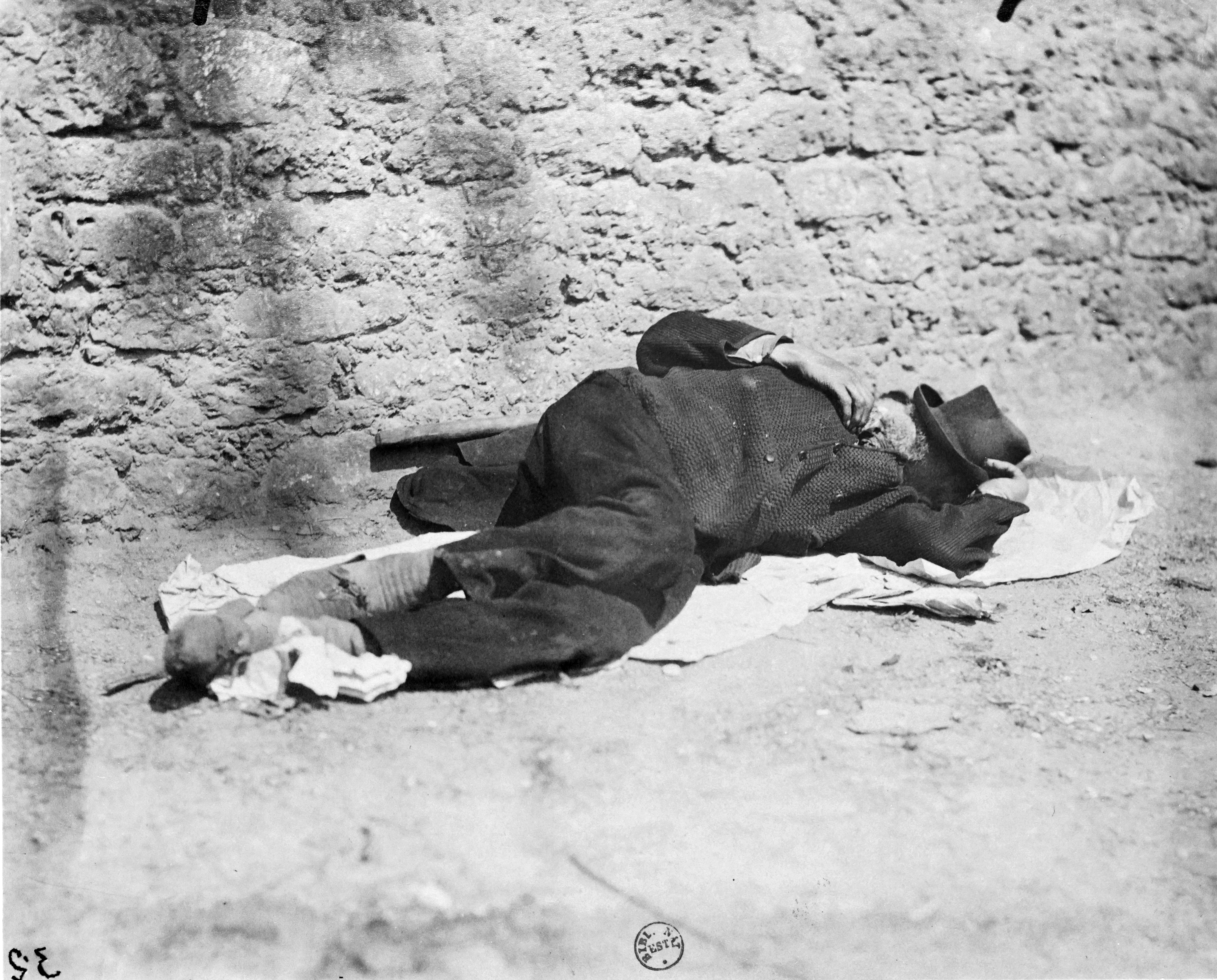
Clochard, von Eugène Atget, Paris, 1898

Clochard (IPA: [klɔˈʃaːɐ̯], anhörenⓘ; weibliche Wortform Clocharde) ist eine aus dem Französischen stammende Bezeichnung für Wohnsitzlose, insbesondere in französischen Großstädten. Verknüpft mit der Bezeichnung ist häufig das romantisierende Bild eines Menschen, der seine bürgerliche Existenz für ein ungebundenes Leben unter den Seinebrücken in Paris aufgegeben hat.

## Etymologie
Nach einer gängigen Hypothese leitet sich Clochard vom französischen clocher (deutsch: hinken) ab, das seinerseits aus dem lateinischen cloppus (deutsch: lahm) hervorgegangen ist. Eine andere Hypothese, vertreten etwa vom Romanisten Christian Schmitt, führt Clochard hingegen auf das französische Wort cloche (deutsch: Glocke) zurück: Nach einem alten französischen Rechtsgrundsatz durften Arme auf den Märkten nach dem Läuten einer Glocke die auf dem Boden liegenden Reste an sich nehmen, ohne bestraft zu werden.

## Clochards in Film und Literatur
Clochard wird gelegentlich verwendet, wenn eine gedankliche Anspielung auf romantische, idealisierende Vorstellungen von Obdachlosigkeit erwünscht ist. Einen solcherart glücklichen Clochard verkörperte zum Beispiel Jean Gabin in dem 1958 gedrehten Spielfilm Im Kittchen ist kein Zimmer frei (Original: Archimède le clochard) von Gilles Grangier, dessen Titelheld versucht, die kalte Jahreszeit im Gefängnis zu verbringen. Dies misslingt jedoch und er zieht schließlich in den Süden, um dennoch dem kalten Pariser Winter zu entfliehen.
Eine realitätsnähere Darstellung findet sich in Éric Rohmers Erstlingswerk Im Zeichen des Löwen (1959), einem der wichtigsten Werke der französischen Nouvelle Vague. Das tagebuchartig erzählte Drama eines zweimonatigen Clochard-Daseins vermittelt trotz des Happy Ends keinen heiteren Lebensoptimismus, sondern liefert das kühle analytische Protokoll eines sozialen Abstiegs.
Einen weiteren Versuch, dem Leben eines Clochards sowohl die heiteren als auch die tragischen Momente abzugewinnen, unternimmt der deutsche Spielfilm Gefundenes Fressen von 1977 mit Heinz Rühmann in der Hauptrolle.
Der Spielfilm Die Liebenden von Pont-Neuf des französischen Regisseurs Leos Carax aus dem Jahr 1991 enthält Charakterstudien über das Leben verschieden motivierter Clochards.
Auch in der Literatur, insbesondere aus Frankreich, haben Clochards immer wieder ihren Auftritt. Léo Malet, der selbst in seiner Jugend wegen „Vagabundierens“ unter dem Pont de Sully inhaftiert wurde, schrieb den Kriminalroman Ein Clochard mit schlechten Karten. Auch in Georges Simenons Leben – einer seiner Onkel war Clochard – und Werk – etwa in Maigret und der Clochard und Maigret und der einsame Mann – spielte die Figur des Clochards eine wesentliche, mythisch verklärte Rolle. In Simenon auf der Couch schrieb der Autor, „daß ich noch heute den Zustand des Clochards nahezu als einen Idealzustand empfinde. Der echte Clochard ist zweifellos ein viel vollkommenerer Mensch als wir.“